# Понтарьон
Понтарьо́н (фр. Pontarion) — коммуна во Франции, находится в регионе Лимузен. Департамент коммуны — Крёз. Входит в состав кантона Понтарьон. Округ коммуны — Гере.
Код INSEE коммуны — 23155.

## Население
Население коммуны на 2010 год составляло 358 человек.
| 1962 | 1968 | 1975 | 1982 | 1990 | 1999 | 2010 |
| ---- | ---- | ---- | ---- | ---- | ---- | ---- |
| 418  | 419  | 388  | 374  | 350  | 379  | 358  |

## Экономика
В 2010 году среди 206 человек трудоспособного возраста (15—64 лет) 146 были экономически активными, 60 — неактивными (показатель активности — 70,9 %, в 1999 году было 74,2 %). Из 146 активных жителей работали 137 человек (69 мужчин и 68 женщин), безработных было 9 (2 мужчин и 7 женщин). Среди 60 неактивных 15 человек были учениками или студентами, 28 — пенсионерами, 17 были неактивными по другим причинам.